# Бекболат Ашекеєв
Бекбола́т Ашеке́єв (каз. Бекболат Әшекеев) — село у складі Карасайського району Алматинської області Казахстану. Адміністративний центр Первомайського сільського округу.
До 2001 року село називалось Первомайське.
Населення — 5156 осіб (2021; 3222 у 2009, 3496 у 1999, 2644 у 1989).